# Manuel Vicente Maza
Manuel Vicente Maza (Buenos Aires, 1779 – Buenos Aires, 27 de junho de 1839) foi um advogado e político argentino pertencente ao Partido Federal, tendo servido como governador da Província de Buenos Aires entre 1834 e 1835.
Maza realizou seus estudos na Real Universidade de São Filipe em Santiago, então parte do Vice-Reino do Peru. Com o crescimento do apoio pela independência, ele foi preso em Lima durante um período e depois iniciou sua carreira política como chefe da Comissão Civil de Justiça de Buenos Aires. Em 1816 ele chegou a servir no Cabildo de Buenos Aires.
Ele acabou formando uma amizade e relação política com Juan Manuel de Rosas, tornando-se amplamente envolvido em política durante a década de 1820. Maza acabou exilado em 1823 por sua participação em uma revolta contra o militar e político Martín Rodriguez, e depois novamente em 1829 por se revoltar contra Juan Lavalle. Quando Rosas foi eleito governador provincial, Maza recebeu um lugar no governo.
Quando Rosas deixou o governo em 1832, Maza foi nomeado ministro-chefe por Juan Ramón Balcarce, porém um ano depois participou de uma revolta que forçou a renúncia de Balcarce. Ele também fez parte da administração de Juan José Viamonte.
Com a saída de Viamonte, vários candidatos recusaram-se a assumir a posição de governador, então Maza foi designado para a posição em 1834 como presidente da legislatura. Em fevereiro do ano seguinte ele enviou Facundo Quiroga para ser mediador de um conflito entre os governadores José Antonio Fernández Cornejo da província de Salta e Alejandro Heredia de Tucumán. Quiroga acabou assassinado no caminho de volta para Buenos Aires, com Maza sendo forçado a renunciar em 7 de março e Rosas sendo eleito governador outra vez.
Maza retornou para a legislatura apesar de seus confrontos casa vez maiores com Rosas. Seu filho Ramón Maza acabou preso em junho de 1839 sob suspeitas de estar conspirando contra o governador. Lavalle estava organizando um exército no Uruguai para se aproveitar do bloqueio francês do rio da Prata e atacar Buenos Aires, com Ramón Maza sendo um dos principais conspiradores. O plano era matar Rosas e colocar Manuel Maza no poder, porém o plano foi descoberto pela polícia de Rosas. Ramón acabou executado enquanto Manuel e sua esposa Mercedes Andrade foram assassinados.